# Vicepresidente de Vietnam
El Vicepresidente de la República Socialista de Vietnam (en vietnamita: Phó Chủ tịch nước Cộng hòa xã hội chủ nghĩa Việt Nam), conocido como Vicepresidente del Consejo de Estado (Phó Chủ tịch Hội đồng Nhà nước) de 1981 a 1992, es el vicejefe de estado de la República Socialista de Vietnam. El Vicepresidente es designado por recomendación del Presidente a la Asamblea Nacional. El presidente también puede recomendar la destitución del vicepresidente y su renuncia al cargo. Por recomendación del Presidente, el vicepresidente debe ser aprobado por la Asamblea Nacional. El deber principal de Ella como vicepresidente es ayudar al presidente en el desempeño de sus funciones; en ciertos casos, el presidente puede autorizar al vicepresidente para que lo reemplace en el desempeño de algunas de sus funciones. Si el presidente no puede cumplir con sus funciones, el vicepresidente se convierte en presidente interino (Tôn Đức Thắng, Nguyễn Hữu Thọ y Đặng Thị Ngọc Thịnh fueron presidentes interinos durante un breve período). En caso de vacante, el vicepresidente seguirá siendo presidente interino hasta que la Asamblea Nacional elija un nuevo presidente. 
Si bien el cargo de vicepresidente se mencionó por primera vez en la constitución de 1946, Tôn Đức Thắng se convirtió en el primer vicepresidente de Vietnam en 1960. La constitución de 1980 cambió el nombre del cargo de vicepresidente a vicepresidente del Consejo de Estado. A diferencia de la constitución de 1946, 1959 y la actual, la constitución de 1980 no mencionó qué tipo de autoridad tenía el cargo de vicepresidente; por ejemplo, no se mencionó si un vicepresidente asumiría las responsabilidades de jefe de Estado interino si el jefe del estado estaba incapacitado. En 1992, el nombre del cargo de vicepresidente del Consejo de Estado se recuperó a su nombre original; vicepresidente. Vietnam del Sur, según su constitución de 1967, también tenía un vicepresidente. Desde 1992, la oficina del vicepresidente de Vietnam ha estado ocupada habitualmente por una mujer.